# Schlierbach LU
| LU ist das Kürzel für den Kanton Luzern in der Schweiz. Es wird verwendet, um Verwechslungen mit anderen Einträgen des Namens Schlierbach zu vermeiden. |

Schlierbach ist eine politische Gemeinde im Wahlkreis Sursee des Kantons Luzern in der Schweiz.

## Geographie
Das Dorf liegt auf einem Hügelzug östlich des Surentals im Nordosten von Büron. Der Ortsteil Wetzwil (728 m ü. M.) liegt 2,5 km südöstlich des Dorfs an der Strasse von Geuensee nach Rickenbach. Zu Schlierbach gehören auch die Weiler Weierbach 1,1 km östlich (709 m ü. M.) und Brämhus 2,2 km nordöstlich des Dorfs (774 m ü. M.). Der Ortsteil Etzelwil (742 m ü. M.) liegt zwischen dem Dorf und Brämhus.
Schlierbach grenzt an Büron, Geuensee, Rickenbach LU und Triengen im Kanton Luzern sowie an Schmiedrued im Kanton Aargau.

## Bevölkerung
| Bevölkerungsentwicklung | Bevölkerungsentwicklung |
| Jahr                    | Einwohner               |
| ----------------------- | ----------------------- |
| 1850                    | 653                     |
| 1880                    | 522                     |
| 1910                    | 405                     |
| 1930                    | 410                     |
| 1941                    | 478                     |
| 1970                    | 466                     |
| 1980                    | 521                     |
| 1990                    | 536                     |
| 2000                    | 567                     |
| 2004                    | 594                     |

Da die Gemeinde im heutigen Umfang erst seit 1844 existiert, gibt es keine exakten Bevölkerungszahlen aus der Zeit vor 1850. Von 1850 bis 1910 führte eine massive Abwanderungswelle in die Industriezentren zu einem starken Bevölkerungsverlust (− 38,0 %). Danach stieg sie trotz zwei Zeitspannen des Bevölkerungsstillstands bis 1980 wieder deutlich an (1910–1980: + 28,3 %). Dieses Wachstum hat sich seither vergrössert – so dass die Zahl der Bewohner heute bei rund 1000 Personen liegt.

### Sprachen
Die Bevölkerung benutzt als Umgangssprache eine hochalemannische Mundart. Bei der letzten Volkszählung im Jahr 2000 gaben 95,24 % Deutsch, 3,00 % Albanisch und 0,53 % Französisch als Hauptsprache an.

### Religionen – Konfessionen
In früherer Zeit waren alle Bewohner Mitglied der römisch-katholischen Kirche. Heute (Stand 2000) gibt es 85,89 % römisch-katholische und 4,41 % evangelisch-reformierte Christen. Daneben findet man 3,70 % Konfessionslose und 3,17 % Muslime (Albaner).

### Herkunft – Nationalität
Ende 2022 waren von den 986 Einwohnern 904 Schweizer und 82 (= 8,3 %) Ausländer. Die Einwohnerschaft bestand aus 91,7 % Schweizer Staatsbürgern. Ende 2022 stammten die ausländischen Einwohner aus Deutschland (31 Personen), dem Kosovo (11), Italien (4), der Ukraine (2), Kroatien, Portugal und Serbien (je 1). 28 Personen stammten aus dem übrigen Europa, und 3 waren aussereuropäischer Herkunft.

## Geschichte
Schon zur Römerzeit war der Ort besiedelt, wie Überreste eines römischen Gebäudes beweisen. Erste Erwähnung der Gemeinde als Slierbach im Jahr 1178. Der Ort gehörte zur Herrschaft Büron. Diese wiederum gehörte zur Grafschaft Willisau und somit bis 1407 zum Einflussbereich der Habsburger. In diesem Jahr erwarb die Stadt Luzern die Grafschaft Willisau. Nachdem Luzern 1455 von Hemmann von Rüsseegg auch die niedere Gerichtsbarkeit erworben hatte, war Schlierbach bis 1798 Teil der Landvogtei Büron-Triengen. Von 1798 bis 1803 gehörten die Ortsteile Schlierbach und Etzelwil zum Distrikt Sursee, während der Ortsteil Wetzwil dem Distrikt Beromünster zugeteilt war. Seither sind alle Ortsteile im damals neu geschaffenen Amt Sursee. Die Gemeinde entstand im heutigen Umfang erst im Jahr 1844 durch Zusammenlegung der Orte Schlierbach, Etzelwil und Wetzwil.

## Politik

### Gemeinderat
Der Gemeinderat Schlierbach besteht aus drei Mitgliedern und ist wie folgt aufgestellt (Legislaturperiode 2024–2028):
- Marina Graber (die Mitte): Gemeindepräsidentin
- Frank Hürzeler (SVP): Gemeindeammann, seit 1. Januar 2022
- Christine Stocker (FDP): Sozialvorsteherin

### Kantonsratswahlen
Bei den Kantonsratswahlen 2023 des Kantons Luzern betrugen die Wähleranteile in Schlierbach: SVP 29,36 %, Mitte (mit GenMitte) 28,02 %, FDP 27,15 %, Grüne (mit JG und GrüneKuG) 5,85 %, SP (mit JUSO) 5,70 % und glp 3,92 %.

### Nationalratswahlen
Bei den Schweizer Parlamentswahlen 2023 betrugen die Wähleranteile in Schlierbach: Mitte 30,0 %, FDP 29,6 %, SVP 24,9 %, SP 5,9 %, Grüne 4,3 %, glp 3,0 %, übrige 2,3 %.

## Verkehr
Die Gemeinde ist durch die Postautolinie 83 Sursee-Schlierbach-Etzelwil erschlossen. Die Gemeinde liegt an der Nebenstrasse Sursee-Schlierbach-Schmiedrued-Schöftland. Der nächstgelegene Autobahnanschluss ist Sursee an der A2 in 7 km Entfernung.

## Persönlichkeiten
- Armin Hartmann (* 1977), Politiker (SVP)